# Robin Bell

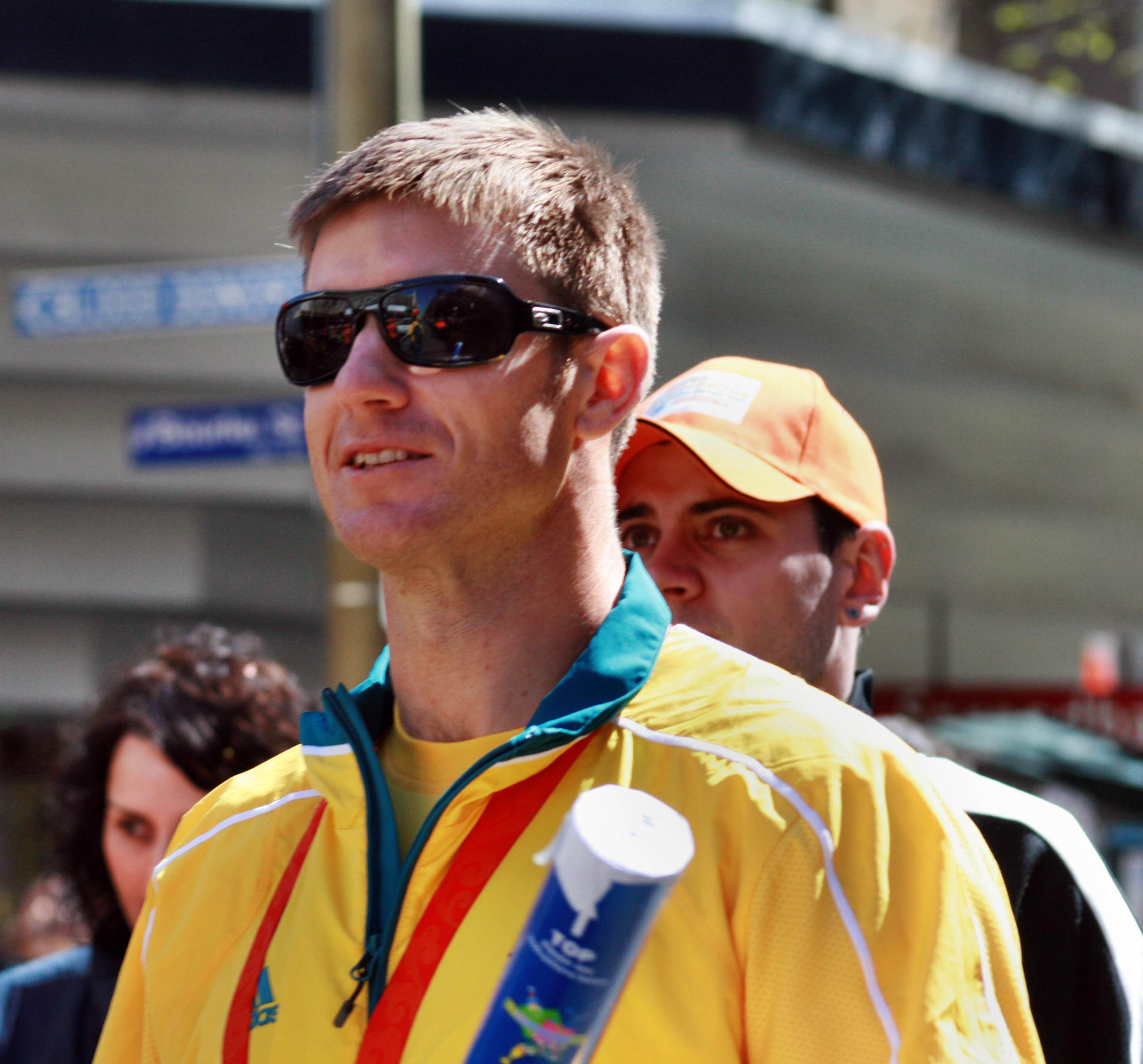
Robin Bell (2008)

Robin Bell (* 16. November 1977 in Kapstadt) ist ein australischer Kanuslalomfahrer im Einer-Canadier.
Robin Bell wurde in Südafrika geboren und ist einer der herausragenden Kanuslalomfahrer der 2000er Jahre. Seinen ersten internationalen Erfolg erreichte er 1999 bei der Weltmeisterschaft in La Seu d’Urgell, wo er die Silbermedaille gewann. Bei den Olympischen Sommerspielen 2000 im heimischen Sydney erreichte er Rang neun. Vier Jahre später verpasste der Australier in Athen als Viertplatzierter eine Medaille nur knapp. 2005 gewann Bell bei der Weltmeisterschaft in Penrith die Goldmedaille. Es war gleichzeitig sein erster Weltcup-Sieg. Mit der Mannschaft verpasste er als Vierter eine weitere Medaille. Bell wurde 2005 Westaustraliens Sportler des Jahres. Bei der WM in Prag im Jahr 2006 erreichte der Kanute Platz sechs. In dem Jahr erreichte er Platz eins in der Weltrangliste.
Die Weltmeisterschaft 2007 in Foz do Iguaçu verlief schlecht im Mannschaftswettbewerb. Australien kam nur auf Platz zehn. Weitaus besser lief es im Einzel, wo Bell die Bronzemedaille gewann. Das Olympiajahr 2008 brachte zunächst den Gewinn der Ozeanienmeisterschaft in Penrith. Anschließend trat er zum dritten Mal bei den Spielen an. In Peking belegte Bell nach der Vorrunde Rang sieben. Im Halbfinale verbesserte er sich um zwei Ränge und wurde Fünfter. Im Finaldurchgang konnte er sich wiederum um zwei Plätze verbessern und gewann die Bronzemedaille hinter Michal Martikán und David Florence. Bislang gewann der Australier drei Weltcups und kam weitere fünf Male auf den zweiten Rang.